# Zombrus maculifrons
Zombrus maculifrons är en stekelart som först beskrevs av Cameron 1905.  Zombrus maculifrons ingår i släktet Zombrus och familjen bracksteklar. Inga underarter finns listade i Catalogue of Life.